# Artur Majewski
Artur Majewski (* 1978 in Wrocław) ist ein polnischer Jazzmusiker (Trompete, Electronics).

## Leben und Wirken
Majewski erhielt zunächst klassischen Klavierunterricht; im Alter von 10 Jahren wechselte er zur Trompete. Im Jahr 2002 absolvierte er die Musikakademie in Katowice, wo er bei Piotr Wojtasik studierte.
Majewski spielte ab 2000 im Jazzensemble Robotobibok mit Marcin Ożóg, Maciej Bączyk und Adam Pindur. Mit dem Schlagzeuger Kuba Suchar bildet er das Duo Mikrokolektyw. Gemeinsam spielten sie mit Chicagoer Musikern wie Fred Anderson, Nicole Mitchell und Rob Mazurek; 2007 traten sie mit dem Exploding Star Orchestra in Warschau auf. Für Delmark Records nahm das Duo 2010 das Album Revisit auf, auf dem Chicagoer Label die erste Veröffentlichung einer europäischen Band. Raymond Salvatore Harmon produzierte 2010 über Mikrokolektyw in den Breslauer Studios Wytwórnia Filmów Fabularnych den Film Dew Point. 2014 nahm das Duo ein Album mit Noël Akchoté auf.
2010 bildete Majewski mit Gerard Lebik das Improvisationsensemble Foton Quartet, mit dem das Album Zomo Hall aufgenommen wurde. 2016 erschien Majewskis erstes Solo-Album, Unimaginable Game. Weiterhin ist er auf einem Album von Lotte Anker zu hören und arbeitete mit dem Trio RGG.

## Diskographische Hinweise
- 2000 – Robotobibok: Jogging
- 2004 – Robotobibok: Nawyki Przyrody
- 2010 – Mikrokolektyw: Revisit (Delmark)
- 2010 – Mikrokolektyw: Dew Point (DVD, Delmark)
- 2013 – Mikrokolektyw: Absent Minded (Delmark)
- 2013 – Anna Kaluza, Artur Majewski, Rafał Mazur, Kuba Suchar: Tone Hunting (Clean Feed)
- 2014 – Noël Akchoté & Mikrokolektyw: Noël Akchoté & Mikrokolektyw (Eigenproduktion)
- 2016 – Unimaginable Game (Eigenproduktion)
- 2017 – Agustí Fernández / Artur Majewski / Rafał Mazur: Spontaneous Soundscapes  (Not Two Records)
- 2022 – RGG feat. Marta Grzywacz / Artur Majewski / Dominik Strycharski: October Suite (Fundacja Słuchaj)
- 2022 – Izumi Kimura / Artur Majewski / Barry Guy / Ramón López: Kind of Light (Fundacja Słuchaj)
- 2023 – Izumi Kimura / Artur Majewski / Barry Guy / Ramón López: Kind of Shadow (Fundacja Słuchaj)